# روح‌آباد (درب قاضی)
روح‌آباد روستایی در دهستان درب قاضی بخش مرکزی شهرستان نیشابور استان خراسان رضوی ایران است.

## جمعیت
بر پایه سرشماری عمومی نفوس و مسکن در سال ۱۳۹۵ جمعیت این روستا ۳۷۴ نفر (۱۲۹خانوار) بوده‌است.